# Ervín Kovács
Ervín Kovács (16. června 1911, Bratislava – 30. října 1972), uváděný také jako Ervín Kováč, byl slovenský fotbalový záložník, který reprezentoval Československo (1937) a Slovensko (1939–1942). Později působil jako trenér.

## Sportovní kariéra
Hrál jako záložník za Teplitzer FK (1931–1935) a I. ČsŠK/ŠK Bratislava v letech 1936 až 1943.
Za československou reprezentaci odehrál 13. října 1937 přátelské utkání s Lotyšskem, které skončilo výhrou 4:0. Gól v něm nedal. Za druhé světové války osmkrát reprezentoval Slovensko (27.08.1939–06.09.1942).
Po skončení hráčské kariéry se stal trenérem. V sezonách 1945/46 a 1947/48 vedl prvoligové mužstvo TŠS Trnava.